# Akwatinta

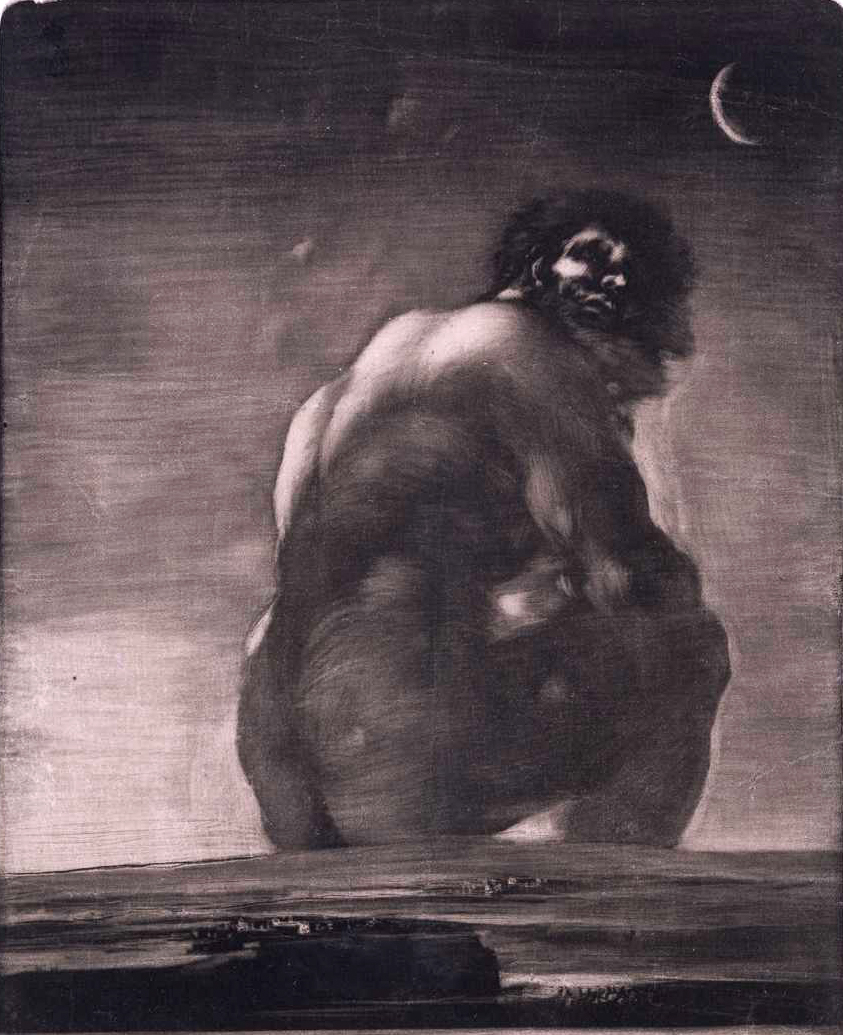
Francisco Goya, Kolos, akwatinta, 28,5 x 21,01 cm

Akwatinta — odmiana techniki druku wklęsłego zbliżona do akwaforty, niegdyś stosowana jako jedna z metod odtwarzania obrazów i rysunków, dzisiaj wykorzystywana już tylko jako technika artystyczna, a więc zaliczana do grafiki warsztatowej. 
Wykonanie formy drukowej w tej metodzie polega na:
1. pokryciu płyty metalowej sproszkowaną kalafonią lub pyłem asfaltowym, które podgrzane topią się i przylegają do niej, 
2. naniesieniu obrazu poprzez zasłonięcie wybranych fragmentów powierzchni metalu werniksem, 
3. następnie trawieniu odsłoniętego metalu kwasem azotowym. 
Akwatinta różni się od akwaforty przede wszystkim tym, że trawione są nie linie, lecz płaszczyzny. W wyniku powielania czynności w coraz mniejszych obszarach obrazu uzyskuje się zróżnicowanie głębokości wytrawionych miejsc, a przez to możliwość waloryzowania koloru farby drukowej, czyli możliwość uzyskiwania półtonów.
Wygląd odbitki wykonanej metodą akwatinty przypomina: akwarelę, lub rysunek wykonany tuszem lub sepią, lub też rysunek wzbogacony techniką lawowania (podmalowywania go rozwodnionym tuszem lub farbą akwarelową).
Wynalezienie techniki akwatinty w latach 60. XVIII wieku było konsekwencją dążenia sztycharzy do poszerzenia możliwości kolorystycznych przy reprodukowaniu grafiki, gdyż do tej pory namiastką stosowania półtonów w druku była jedynie technika szrafowania. Pionierami tej techniki byli Johann Adam Schweickart i Andrea Scacciati we Florencji, oraz Per Gustaf Floding i Jean-Baptiste Le Prince w Paryżu, zaś pierwszym wielkim artystą uprawiającym tę technikę był, niedługo po nich, Francisco Goya.
Akwatintą nazywane są również odbitki wykonane techniką akwatinty.

## Akwatinta solna
Akwatinta solna to technika polegająca na rozsypaniu soli kuchennej na płytce pokrytej werniksem akwafortowym, którą następnie podgrzewa się, a po ostudzeniu spłukuje wodą. Odsłonięte w ten sposób punkty są trawione. Odbitka prezentuje efekt odwrotny, niż w przypadku stosowania kalafonii, tj. ciemne punkty na jasnym tle.